# Hedi Fritz-Niggli
Pour les articles homonymes, voir Fritz et Niggli.
Hedi Fritz-Niggli née à Zurich le 22 octobre 1921 et morte le 31 mai 2005 dans la même ville est une radiobiologiste suisse. 

## Biographie
Elle étudie la biologie et  la médecine à l’Université de Zurich où elle obtient le doctorat en 1946. Elle est habilitée en 1952. Elle crée le premier laboratoire de radiobiologie à l’Institut de radiologie de l’Hôpital universitaire de Zurich. En 1963 le laboratoire devient l’Institut de radiobiologie de l’Université de Zurich dont elle assure la direction pendant de longues années,.
En 1958 elle est professeure titulaire de la radiobiologie, en 1963 la première femme professeur extraordinaire, puis ordinaire en 1970 à la faculté de médecine de l’Université de Zurich. Ses recherches sont centrées sur la radiobiologie clinique et expérimentale (bêtatron, ions lourds), sur les effets génétiques du rayonnement ionisant et sur la protection contre la radiation,. Elle fonde en 1964 la Société suisse de radiobiologie à Genève. Entre 1969 et 1976 elle est membre du Conseil suisse de la science et de technologie et devient membre honorifique de la Société suisse de radiologie et de médecine nucléaire . Elle est membre de la Leopoldina en 1965, et assure la présidence de la Société européenne de radiobiologie en 1968 et 1984. Entre 1978 et 1981 elle est présente dans le groupe de travail des sciences de la vie à l’Agence spatiale européenne. En 1980 elle est membre de la Commission fédérale de la protection contre les radiations et de la surveillance de la radioactivité. Entre 1986 et 1992 elle est experte en radiation de l’Organisation mondiale de la santé.

## Publications
- Strahlenbiologie. Grundlagen und Ergebnisse (1959)
- Strahlung und Wetter. In: Handbuch der allgemeinen Pathologie (1960)
- Vererbung bei Mensch und Tier. Eine Einführung in die Genetik (1961)
- Strahlenwirkung und Milieu  (1962)
- Geheimschrift der Biologie (1967)
- Strahlengefährdung, Strahlenschutz: ein Leitfaden für die Praxis   (1975)
- Biomedizinische Grundlagen zu den möglichen gesundheitlichen Risiken des Schweizers nach Nuklearkatastrophe von Tschernobyl (1986)
- Die Bedeutung der Strahlenbiologischen Forschung für die Strahlentherapie (1986)
- Strahlengefährdung, Strahlenschutz : ein Leitfaden für die Praxis (1997)
- Monika Amos (Pseudonyme de Hedi Fritz-Niggli), Der strahlende Tod, (roman policier) (1997)